# História de Colônia
A História de Colônia/Colónia (em alemão: Köln), a mais antiga cidade grande da Alemanha, pode ser dividida em vários períodos.

## Romano

Reconstrução da cidade de Colônia durante o período romano

Em 39 a.C., a tribo dos úbios entraram em acordo com as forças romanas e ocuparam a margem esquerda do Rio Reno. Seu quartel general era Ópido dos Úbios (em latim: Oppidum Ubiorum), e ao mesmo tempo uma base militar romana importante. Em 50, Agripina, a Jovem, mulher do imperador Cláudio, que havia nascido em Colônia, pediu que sua vila natal fosse elevada ao estatuto de colônia — uma cidade sob a lei romana. Foi chamada Colônia Cláudia Ara Agripinense (em latim: Colonia Claudia Ara Agrippinensis; lit. colônia de Cláudio e altar de Agripina), ou Colônia Agripina (em latim: Colonia Agrippina. 
Em 80, iniciou-se o fornecimento de água com o aqueduto Eifel, um dos mais longos aquedutos do Império Romano, que provia a cidade diariamente com 20.000 metros cúbicos de água. Dez anos depois, a colônia tornar-se-ia a capital da província romana da Germânia Inferior com uma população total de 45.000 habitantes.  
Em 260, Póstumo fez de Colônia a capital do Império das Gálias que incluía as províncias alemã e gálica, Britânia e as províncias da Hispânia. O Império Gálico duraria por apenas catorze anos. Por volta do século III, apenas 20 000 moravam na cidade e em seus arredores. Em 310, o imperador Constantino (r. 306–337) construiu uma ponte sobre o Reno; esta era guardada pelo castelo (em latim: castellum) Divícia (em latim: Divitia; hoje "Deutz").
No ano de 321 documentou-se judeus em Colônia. Não se sabe exatamente quando os judeus chegaram na área do Reno mas a comunidade de Colônia diz ser a mais antigo ao norte dos Alpes.

## Merovíngios e carolíngios
Em 355, as tribos alamanas fizeram cerco à cidade por dez meses. Nesta época, o exército da Colônia Agripina estava sob o comando de Marco Vitelo. A cidade foi capturada após os meses do cerco e foi re-estabelecida como colônia romana vários meses depois pelo futuro imperador romano Juliano. Em 455, os francos salianos finalmente capturaram Colônia e a tornaram sua capital.

## Príncipes-Bispos de Colônia
O primeiro bispo cristão de Colônia foi São Materno. Ele foi o responsável pela construção da primeira catedral, um prédio quadrangular erigido no início do século IV. Em 794, Hildebaldo (ou Hildeboldo) foi o primeiro Bispo d Colônia a ser elevado a Arcebispo de Colônia. Bruno I (925-965), irmão mais novo de Otão I, Imperador d Santo Império, fundou diversos monastérios na cidade. Arcebispos de Colônia subsequentes tornaram-se muto influentes como conselheiros dos saxões, e das dinastias Saliana e Hohenstaufen. A partir de 1031, eles também passaram a ser os Arquichanceleres de Itália. Entre 1159 e 1167, Reinaldo de Dassel foi Arcebispo de Colônia, bem como Chanceler Imperial e conselheiro do imperador Frederico Barbarossa.
Em 1074 a comuna foi formada. Pelo século XIII, as relações entre a cidade de Colônia e seus arcebispos tornou-se difícil, e após a batalha de Worringen em 1288, Colônia tornou-se para todos os efeitos uma cidade livre (embora este status não seria confirmado formalmente até 1475) e os arcebispo passaram e residir em Bonn. Eles não voltariam a viver em Colônia novamente até 1821.

## Liga Hanseática
Colônia foi um dos membros principais da "Hanse", especialmente através do comércio com a Inglaterra.

## Ocupação Francesa
As Guerras Revolucionárias Francesas resultaram na ocupação de Colônia e da região do Reno em 1794. Nos anos seguintes os franceses consolidariam sua presença. Em 1798 Colônia tornar-se-ia um arrondissement no recentemente criado Département de la Roer. No mesmo ano a Universidade de Colônia seria fechada. Em 1801 todos os cidadãos de Colônia ganharam cidadania francesa. Em 1804 Napoleão Bonaparte visitou a cidade com sua esposa Joséphine de Beauharnais. A ocupação francesa de Colônia acabaria em 1814.

## Prussiana

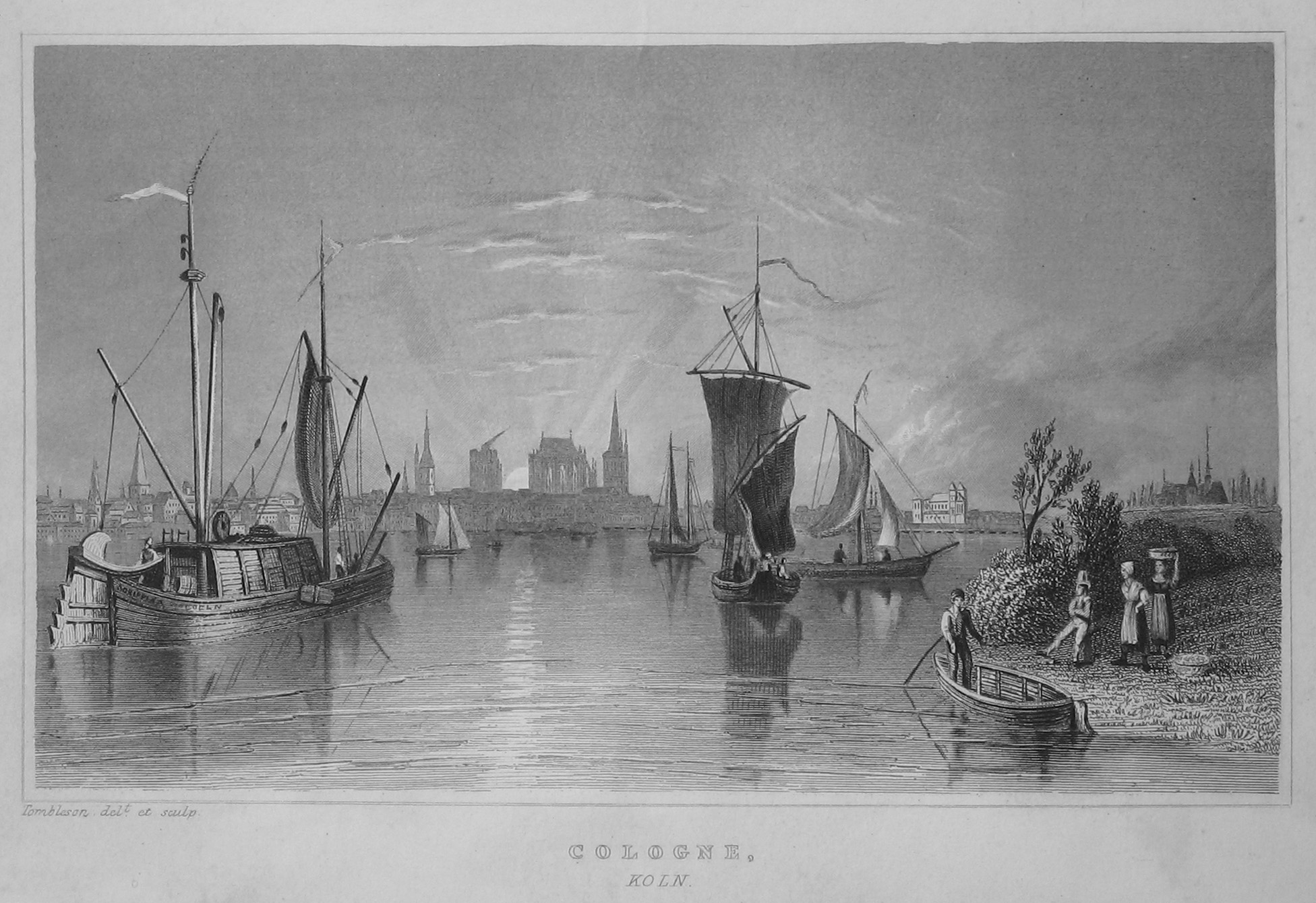
Colônia em 1840

Em 1814, Colônia foi ocupada por tropas prussianas e russas. Em 1815, Colônia e a região do Reno foram alocadas à Prússia.

## Terceiro Reich
No inicio do Terceiro Reich, Colônia foi vista como um território difícil pelos nazistas por causa das profundas influências dos comunistas e da Igreja Católica na cidade.
Planejou-se reconstruir grande parte do centro da cidade, com uma rua principal conectando a estação de Deutz e a estação principal, que seria movida de próxima à catedral a uma área adjacente ao campus da universidade atual, com um largo campo para paradas, o Maifeld, próximo à estação principal. O Maifeld, entre o campus e o lago artificial Aachener Weiher foi a única parte deste plano ambicioso completada antes do início da guerra. Após a guerra, os restos do Maifeld foram enterrados com entulho oriundos de prédios bombardeados e transformados num parque com colinas ondulantes, denominado Hiroshima-Nagasaki-Park em agosto de 2004, como um memorial às vítimas das bombas nucleares de 1945. Um memorial inconspícuo às vítimas do regime nazista pode ser encontrado em uma das colinas.

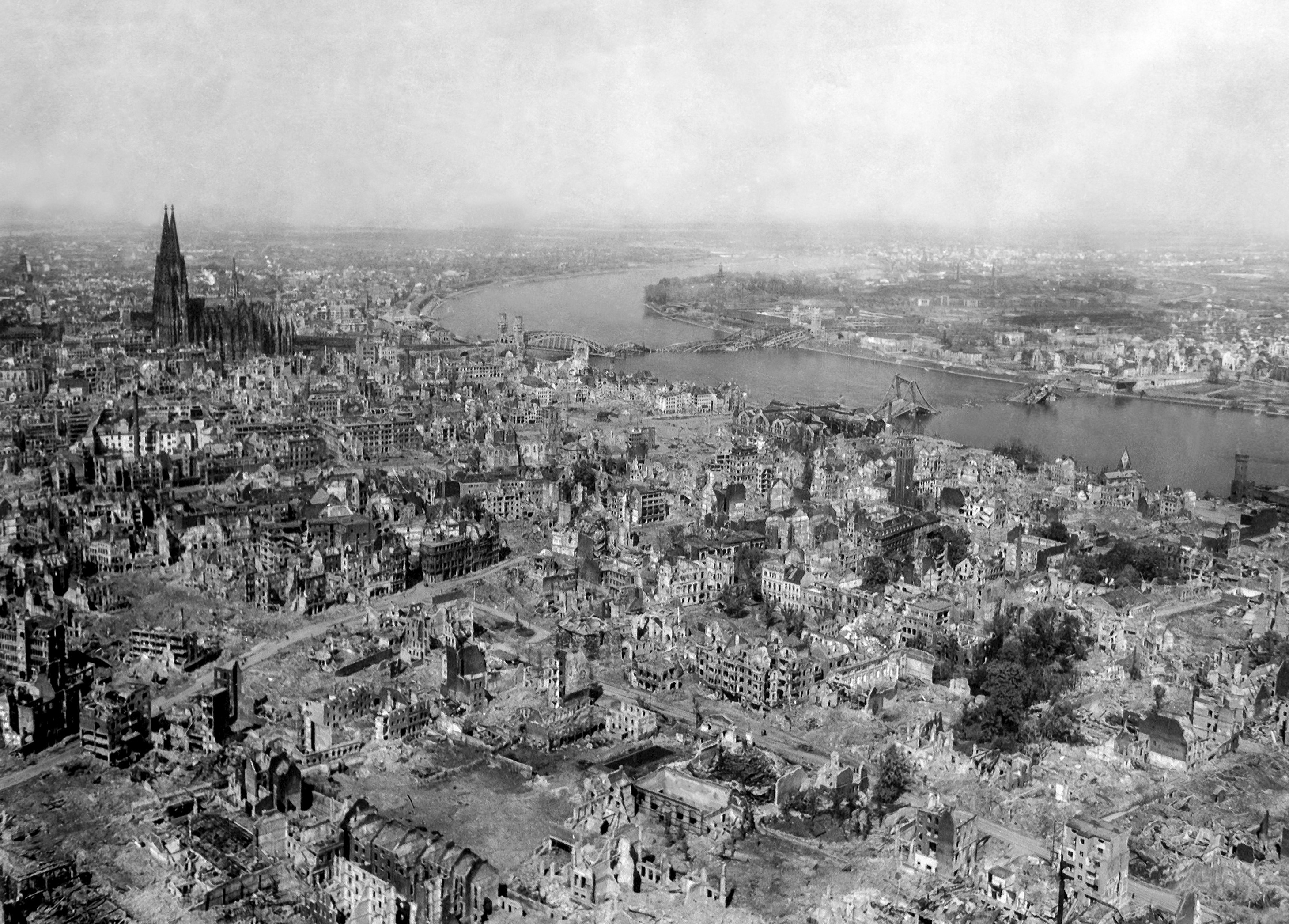
Colônia em 1945

Na Segunda Guerra Mundial, 90% das construções de Colônia foram destruídas por bombardeios aéreos dos aliados (em sua maioria Royal Air Force (RAF)). Na noite de 30 de maio de 1942 Colônia foi o alvo dos 1000 primeiros ataques aéreos da guerra. O número de casualidades reportadas foi entre 469 e 486, dos quais 411 eram civis e 58 militares. 5027 pessoas foram listadas como feridos e 45 132 como deslocados. Estima-se dos cerca de 135 000 a 150 000 habitantes de Colônia (de uma população de aproximadamente 700 000) tenham fugido da cidade após o ataque. A RAF perdeu 43 aviões, 3.9 % dos 1.103 bombardeiros enviados no ataque..
Em 10 de novembro de 1944, uma dúzia de membros do grupo anti-nazista Ehrenfeld foram enforcados em público. Seis deles eram garotos de 16 anos da gangue juvenil Piratas de Edelweiss, incluindo Barthel Schink; Fritz Theilen sobreviveu. 
O vendedor de livros Gerhard Ludwig, que trabalhou para a influente editor Neven du Mont em 1941, foi demitido imediatamente quando começou a ter problemas com a Gestapo por razões políticas. Com seu regresso a Colônia, após a sua libertação do campo de concentração de Sachsenhausen, em 1946, o editor Neven du Mont descobriu e reclamou da libertação de prisioneiros do campo - ele ainda os via como "criminosos".

## Judeus em Colônia
Em 321, um édito do imperador Constantino possibilitou que os judeus fossem eleitos para a Câmara Municipal. O primeiro pogrom contra os judeus ocorreu em 1349, e em 1424 eles foram expulsos da cidade, mas foram autorizados a regressar em 1798. 
Quando os nazistas chegaram ao poder em 1933, a população judaica de Colônia era de aproximadamente 20.000. Em 1939, 40% dos judeus da cidade já tinham emigrado. A grande maioria dos que permaneceram já haviam sido deportados para os campos de concentração em 1941. As áreas de feiras, próximas a estação ferroviária de Deutz, foram usadas para agrupar a população judaica para deportação aos campos de morte e também para venda pública dos seus pertences domésticos. 
Em Kristallnacht no ano de 1938, a sinagoga de Colônia foi incendiada. 

## Colônia pós-guerra

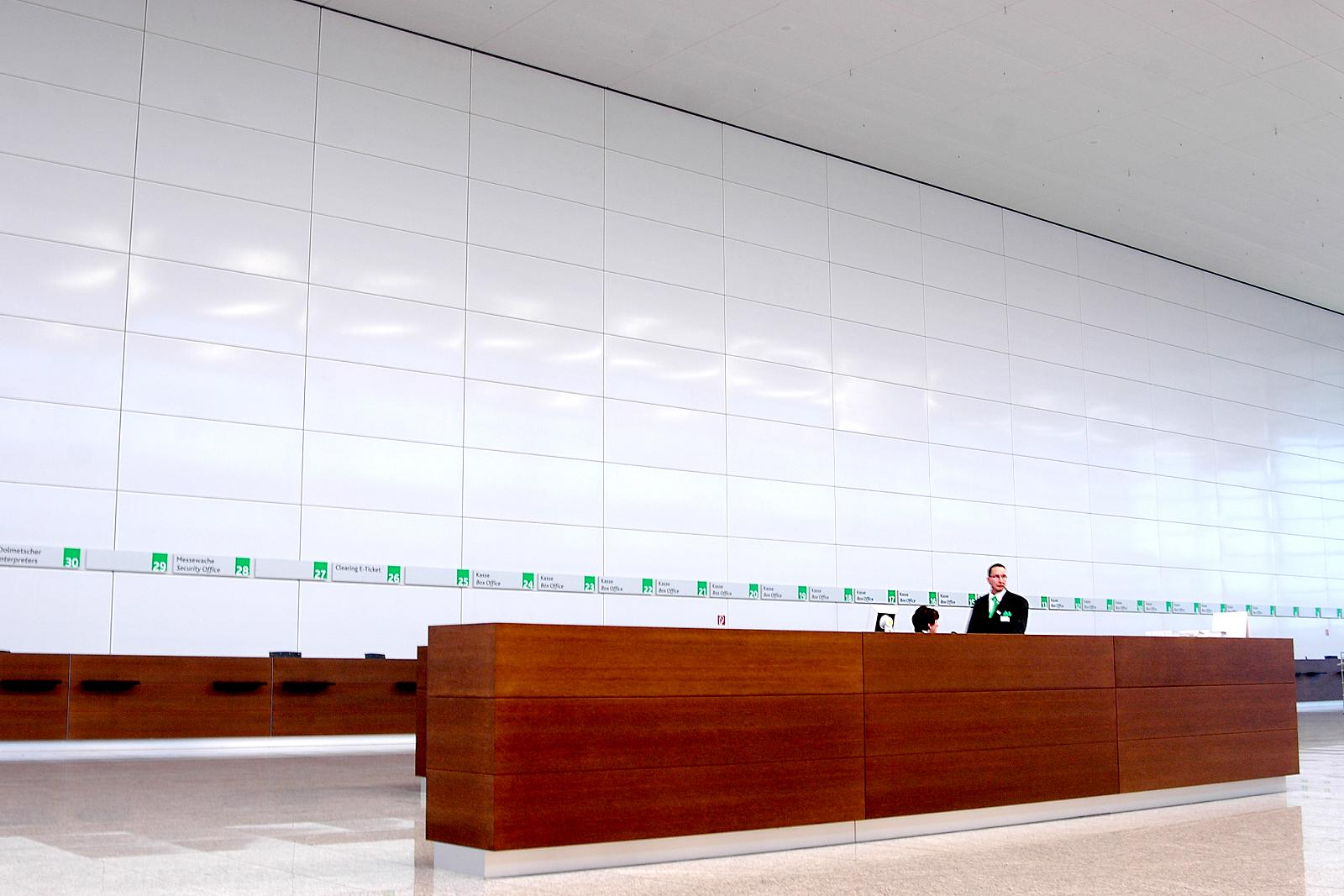
Entrada Sul de koelnmesse, Feira de Colônia, 2008

Apesar de Colônia ser a maior cidade da região, Düsseldorf foi escolhida como capital política do recém-criado Estado da Renânia do Norte-Vestfália. Com a escolha de Bonn para capital da República Federal da Alemanha, Colônia se beneficiou por sua localização entre os dois mais importantes centros políticos da antiga Alemanha Ocidental. A cidade se tornou a sede de um grande número de agências federais e organizações. Após a reunificação, em 1990, uma nova situação tem sido politicamente coordenada com a nova capital federal, a cidade de Berlim. 
Em 1945, o arquiteto e planejador urbano Rudolf Schwarz chamou Colônia de "a maior pilha de escombros do mundo". Schwarz desenhou um super plano de reconstrução em 1947, que previa a construção de várias novas vias no centro da cidade, especialmente a "Nord-Süd-Fahrt" (Avenida-Norte-Sul). O super plano levou em consideração o fato de que, mesmo pouco tempo após a guerra, um grande aumento do tráfego de automóvel poderia ser antecipado. Planos para novas vias já tinham evoluído na época da administração nazista, mas a própria construção se tornou muito mais fácil nesta época em que as áreas do centro da cidade se encontravam mais livres. A destruição de famosas igrejas românicas como a Basílica de St. Gereon, Grande Igreja de St. Martin, Santa Maria im Capitólio e cerca de uma dúzia de outras, significou uma enorme perda de recursos culturais para a cidade. A reconstrução dessas igrejas e outros lugares como o Gürzenich, não foi unanimidade entre os principais arquitetos e historiadores de arte na época, mas, na maioria dos casos, prevaleceu a opinião civil. A reconstrução durou até 1990, quando a igreja românica de São Cutiberto foi concluída. 
Demorou algum tempo para reconstruir a cidade. Em 1959, a população da cidade atingiu o número do pré-guerra. A partir daí a cidade cresceu constantemente, e, em 1975, o número excedeu 1 milhão de habitantes por cerca de um ano. Desde então, o número diminuiu e vem se mantendo ligeiramente abaixo deste patamar.
Nas décadas de 1980 e 1990, a economia de Colônia prosperou a partir de dois fatores: em primeiro lugar, o crescimento do número de empresas de comunicação, pertencentes tanto ao setor privado quanto ao setor público. O Media Park foi concebido especialmente para essas empresas e cria um forte visual no centro de Colônia com a KölnTurm, um dos mais proeminentes arranha-céus de Colônia. E segundo, uma permanente melhoria da infra-estrutura de tráfego, o que faz de Colônia uma das áreas metropolitanas mais facilmente acessíveis da Europa Central. 
Devido ao sucesso econômico da Feira de Colônia, a cidade proporcionou um novo e amplo espaço para a feira de 2005. Ao mesmo tempo, os edifícios originais, que remontam a década de 1920, foram arrendados para a RTL, maior empresa privada de radiodifusão da Alemanha, como sua nova sede corporativa. 
Uma polêmica está em curso desde 2007 com relação à construção prevista de uma mesquita muçulmana a 3 km da imponente catedral de Colônia. A 28 de agosto de 2008, o conselho da cidade votou a aprovação da construção da mesquita..